# الدالي الجازي
الدالي الجازي ولد بمدينة نابل، في 7 ديسمبر /كانون الأول 1942 وتوفي بتونس العاصمة يوم 9 مارس /آذار 2007 إثر مرض عضال ألم به. سياسي تونسي معارض ثم تقلد عدة مناصب وزارية من بينها التعليم العالي والدفاع.

## في الحقوق
- درس الدالي الجازي بفرنسا وأحرز على الدكتوراه في القانون العام، وقد تناول في أطروحته موضوع «العلاقات بين الدولة والمواطن في تونس المستقلة: مسألة الحريات العامة». كما أحرز على دبلوم الدراسات العليا في العلوم السياسية من جامعة باريس الثانية.
- انتصب أولا للمحاماة إلى أن أصبح محاميا لدى التعقيب، ثم اشتغل أستاذا للقانون العام والعلوم السياسية بكلية العلوم القانونية والسياسية والاجتماعية بتونس.

## النشاط الجمعياتي
- نشط في عدة جمعيات من بينها الاتحاد العام لطلبة تونس، عندما كان طالبا بالعاصمة الفرنسية، كما انتخب سنة 1974 نائبا لرئيس الجمعية التونسية للمحامين الشبان، وكان أحد مؤسسي الرابطة التونسية للدفاع عن حقوق الإنسان سنة 1977 وهو أول كاتب عام لها كما تقلد أمانة مالها وبقي بهيئتها المديرة إلى 1988.

## المعارضة والسلطة
- سياسيا، انتمى إلى الحزب الدستوري الحاكم وهو طالب، وخرج عنه سنة 1971 ليكون أحد مؤسسي حركة الديمقراطيين الاشتراكيين سنة 1978، وقد أسندت إليه في صلبها خطة الكاتب العام المساعد المكلف بالعلاقات الخارجية فيما بين تأسيسها إلى سنة 1988. وفي سنة 1989 عاد إلى أحضان الحزب الحاكم التجمع الدستوري. وانتخب سنة 1993 عضوا في لجنته المركزية.
- وزيرا: تولى الدالي الجازي عدة مسؤوليات حكومية من بينها وزارات الصحة (1989-1992) والتعليم العالي (1994-1999) والدفاع (2001-2004) كما عين وزيرا مستشارا لدى رئيس الجمهورية. أما آخر خطة تولاها فهي رئاسة المجلس الاقتصادي والاجتماعي منذ أوت/آب 2005 إلى وفاته.
- سفيرا: عمل الدالي الجازي سفيرا لتونس بكل من النمسا والمجر ولدى منظمات أممية مثل الوكالة الدولية للطاقة الذرية ومنظمة الأمم المتحدة للتنمية الصناعية التي يوجد مقرها بفينا.